# Robert Gabriel Gence

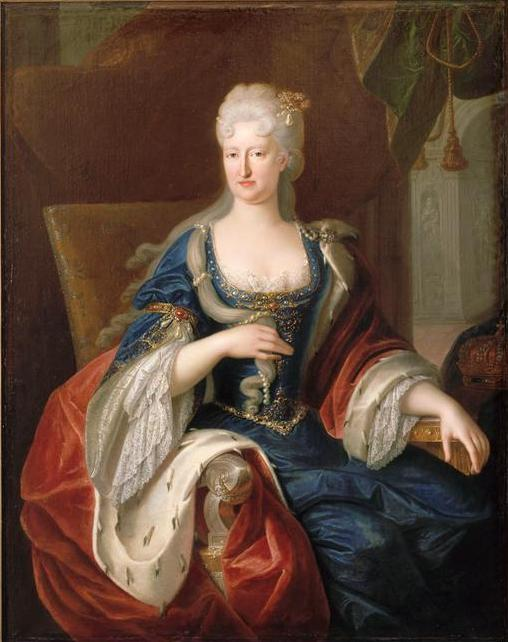
Retrato de Mariana de Neoburgo, viuda de Carlos II de España, pintado en 1715 por Gence (Museo vasco de Bayona).

Robert Gabriel Gence (París, h. 1670 - Bayona, 1728) fue un pintor francés, dentro de un estilo cortesano que recuerda a Hyacinthe Rigaud.
Artista secundario en el contexto francés del siglo XVIII, de él se saben pocos datos seguros. Trabajó mayormente en Bayona, y su labor más conocida es un conjunto de retratos de Mariana de Neoburgo, viuda de Carlos II de España. Los realizó hacia 1715-20, coincidiendo con la estancia de Mariana en dicha localidad francesa, donde se instaló exiliada por orden del nuevo rey Felipe V.
Uno de estos retratos mostraba a la exreina de España con atuendo de viuda; al parecer el cuadro no subsiste, pero su imagen se conoce por el grabado que hizo de él Jean-François Cars en 1719. Otro lienzo de la misma dama, ya con atuendo más mundano y fechado en 1715, ha sido recientemente adquirido por el Museo vasco de Bayona.